# 1153

## Събития
- 6 януари – Хенри II пристига в Англия
- 24 май – Малкълм IV става крал на Шотландия

## Починали
- Анна Комнина, византийска историчка
- 24 май – Дейвид I, шотландски крал
- 8 юли – Евгений III, римски папа